# Pleven (oblast)
Pour les articles homonymes, voir Pleven (homonymie).
L'oblast de Pleven est l'un des 28 oblasti (« province », « région », « district ») de Bulgarie. Son chef-lieu est la ville de Pleven.

## Géographie

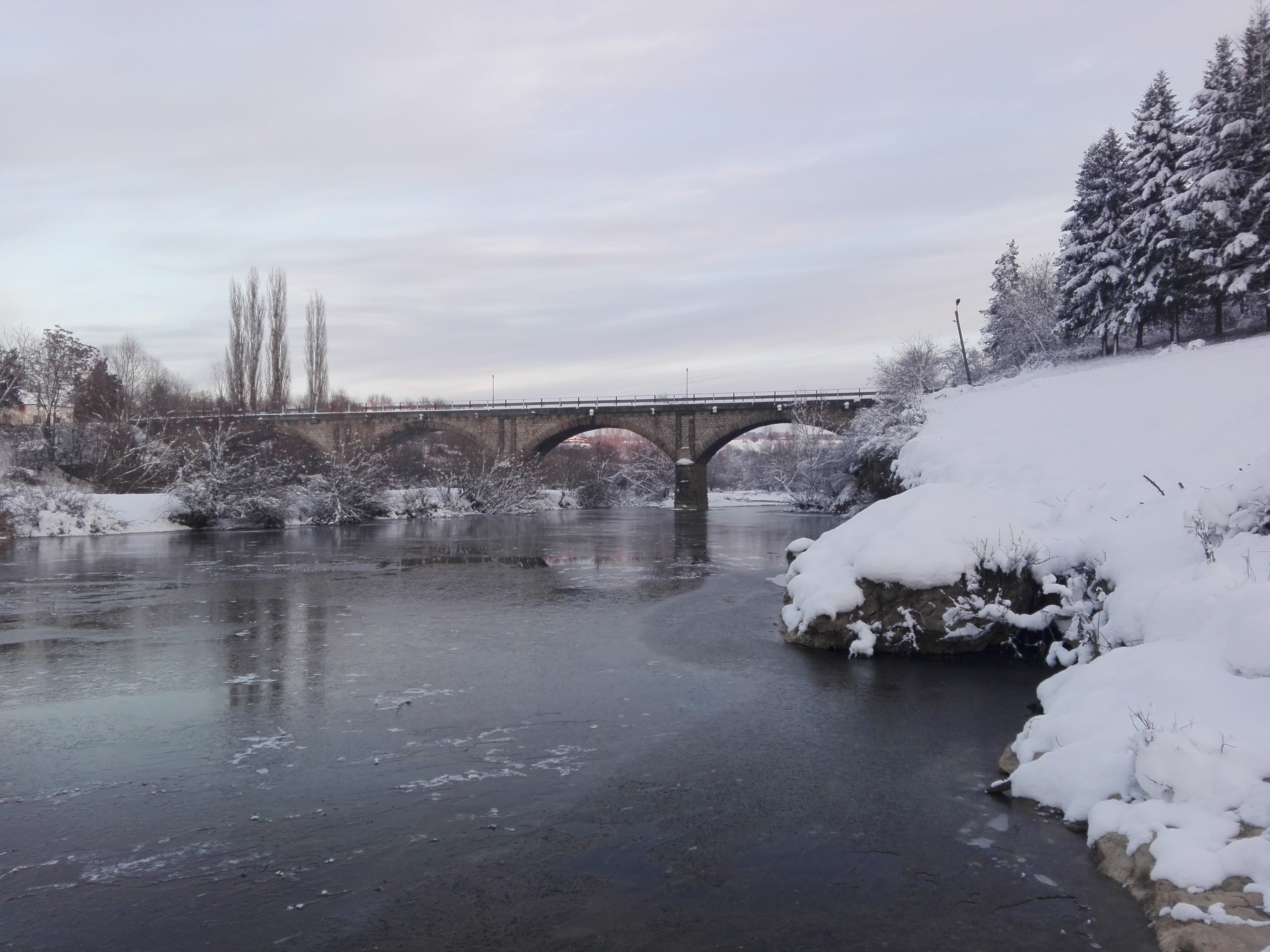
Rivière Vit

La superficie de l'oblast est de 4 337 km2.

## Démographie
Lors d'un recensement récent, la population s'élevait à 311 985 hab., soit une densité de population de 71,94 hab./km2.

## Administration
L'oblast est administré par un « gouverneur régional » (en bulgare Областен управител), dont le rôle est plus ou moins comparable à celui d'un préfet de département en France. En mai 2006, le gouverneur était Tsvetko Petrov Tsvetskov (en bulgare : Цветко Петров Цветков).

## Subdivisions

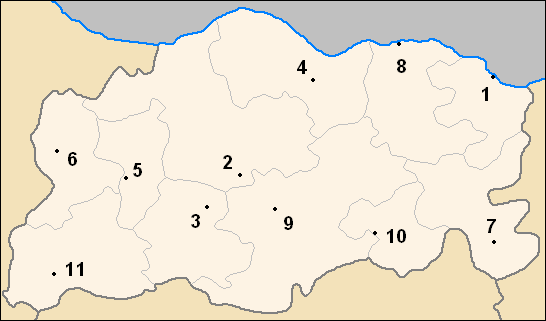
Carte des obchtini de l'oblast de Pleven

L'oblast regroupe 11 municipalités (en bulgare, община – obchtina – au singulier, Общини – obchtini – au pluriel), au sein desquelles chaque ville et village conserve une personnalité propre, même si une intercommunalité semble avoir existé dès le milieu du XIXe siècle :
1. Belene (Белене), 2. Dolna Mitropolyia (Долна Митрополия),
3. Dolni Dabnik (Долни Дъбник), 4. Goulyantsi (Гулянци),
5. Iskar (Искър), 6. Kneja (Кнежа),
7. Levski (Левски), 8. Nikopol (Никопол),
9. Pleven (Плевен), 10. Pordim (Пордим),
11. Tcherven Bryag (Червен бряг).

## Liste détaillée des localités
Les noms de localités en caractères gras ont le statut de ville (en bulgare : град, translittéré en grad). Les autres localités ont le statut de village (en bulgare : село translittéré en selo).
Les noms de localités s'efforcent de suivre, dans la translittération en alphabet latin, la typographie utilisée par la nomenclature bulgare en alphabet cyrillique, notamment en ce qui concerne l'emploi des majuscules (certains noms de localités, visiblement formés à partir d'adjectifs et/ou de noms communs, ne prennent qu'une majuscule) ou encore les espaces et traits d'union (ces derniers étant rares sans être inusités). Chaque nom translittéré est suivi, entre parenthèses, du nom bulgare original en alphabet cyrillique.

### Belene (obchtina)
L'obchtina de Belene groupe une ville, Belene, et 5 villages :
Belene (Белене) ·
Byala voda (Бяла вода) ·
Dekov (Деков) ·
Koulina voda (Кулина вода) ·
Petokladentsi (Петокладенци) ·
Tatari (Татари)

### Dolna Mitropoliya (obchtina)
L'obchtina de Dolna Mitropoliya groupe deux villes – Dolna Mitropoliya et Trastenik –, et 14 villages :
Baïkal (bg) (Байкал) ·
Bivolare (Биволаре) ·
Bojouritsa (Божурица) ·
Bregare (Брегаре) ·
Dolna Mitropoliya (Долна Митрополия) ·
Gorna Mitropoliya (Горна Митрополия) ·
Gostilya (Гостиля) ·
Komarevo (Комарево) ·
Krouchovene (Крушовене) ·
Orekhovitsa (Ореховица) ·
Pobeda (Победа) ·
Podem (Подем) ·
Riben (Рибен) ·
Slavovitsa (Славовица) ·
Stavertsi (Ставерци) ·
Trastenik (Тръстеник)

### Dolni Dabnik (obchtina)
L'obchtina de Dolni Dabnik groupe une ville, Dolni Dabnik, et 6 villages :
Barkatch (Бъркач) ·
Dolni Dabnik (Долни Дъбник) ·
Gorni Dabnik (Горни Дъбник) ·
Gradina (Градина) ·
Krouchovitsa (Крушовица) ·
Petarnitsa (Петърница) ·
Sadovets (Садовец)

### Goulyantsi (obchtina)
L'obchtina de Goulyantsi groupe une ville, Goulyantsi, et 11 villages :
Brest (Брест) ·
Chiakovo (Шияково) ·
Dabovan (Дъбован) ·
Dolni Vit (Долни Вит) ·
Gigen (Гиген) ·
Goulyantsi (Гулянци) ·
Iskar (Искър) ·
Kreta (Крета) ·
Lenkovo (Ленково) ·
Milkovitsa (Милковица) ·
Somovit (Сомовит) ·
Zagrajden (Загражден)

### Iskar (obchtina)
L'obchtina d'Iskar groupe une ville, Iskar, et 3 villages :
Dolni Loukovit (Долни Луковит) ·
Iskar (Искър) ·
Pisarovo (Писарово) ·
Staroseltsi (Староселци)

### Kneja (obchtina)
L'obchtina de Kneja groupe une ville, Kneja, et 3 villages :
Brenitsa (Бреница) ·
Enitsa (Еница) ·
Kneja (Кнежа) ·
Lazarovo (Лазарово)

### Levski (obchtina)
L'obchtina de Levski groupe une ville, Levski, et 12 villages :
Asenovtsi (Асеновци) ·
Asparoukhovo (Аспарухово) ·
Bojourlouk (Божурлук) ·
Balgarene (Българене) ·
Gradichte (Градище) ·
Izgrev (Изгрев) ·
Kozar Belene (Козар Белене) ·
Levski (Левски) ·
Maltchika (Малчика) ·
Obnova (Обнова) ·
Stejerovo (Стежерово) ·
Trantchovitsa (Трънчовица) ·
Varana (Варана)

### Nikopol (obchtina)
L'obchtina de Nikopol groupe une ville, Nikopol, et 13 villages :
Asenovo (Асеново) ·
Batsova makhala (Бацова махала) ·
Debovo (Дебово) ·
Dragach voïvoda (Драгаш войвода) ·
Evlogievo (Евлогиево) ·
Jernov (Жернов) ·
Lozitsa (Лозица) ·
Lyoubenovo (Любеново) ·
Mouselievo (Муселиево) ·
Nikopol (Никопол) ·
Novatchene (Новачене) ·
Sanadinovo (Санадиново) ·
Tcherkovitsa (Черковица) ·
Vabel (Въбел)

### Pleven (obchtina)
L'obchtina de Pleven groupe deux villes – Pleven et Slavyanovo –, et 23 villages :
Beglej (Беглеж) ·
Bokhot (Бохот) ·
Boukovlak (Буковлък) ·
Brachlyanitsa (Бръшляница) ·
Brestovets (Брестовец) ·
Disevitsa (Дисевица) ·
Gortalovo (Горталово) ·
Grivitsa (Гривица) ·
Kachin (Къшин) ·
Kartojabene (Къртожабене) ·
Koilovtsi (Коиловци) ·
Laskar (Ласкар) ·
Metchka (Мечка) ·
Nikolaevo (Николаево) ·
Opanets (Опанец) ·
Pelichat (Пелишат) ·
Pleven (Плевен) ·
Radichevo (Радишево) ·
Ralevo (Ралево) ·
Slavyanovo (Славяново) ·
Tarnene (Търнене) ·
Todorovo (Тодорово) ·
Toutchenitsa (Тученица) ·
Varbitsa (Върбица) ·
Yasen (Ясен)

### Pordim (obchtina)
L'obchtina de Pordim groupe une ville, Pordim, et 7 villages :
Borislav (Борислав) ·
Kamenets (Каменец) ·
Kateritsa (Катерица) ·
Odarne (Одърне) ·
Pordim (Пордим) ·
Tottleben (Тотлебен) ·
Valtchitran (Вълчитрън) ·
Zgalevo (Згалево) ·

### Tcherven bryag (obchtina)
L'obchtina de Tcherven bryag groupe deux villes – Tcherven bryag et Koïnare –, et 12 villages :
Breste (Бресте) ·
Deventsi (Девенци) ·
Glava (Глава) ·
Gornik (Горник) ·
Koïnare (Койнаре) ·
Lepitsa (Лепица) ·
Radomirtsi (Радомирци) ·
Rakita (Ракита) ·
Reselets (Реселец) ·
Rouptsi (Рупци) ·
Soukhatche (Сухаче) ·
Tcherven Bryag (Червен бряг) ·
Tchomakovtsi (Чомаковци) ·
Telich (Телиш)